# Kriol
Kriol ist eine australische Kreolsprache, die sich aus dem Kontakt zwischen europäischen Siedlern und der indigenen Bevölkerung in den nördlichen Regionen Australiens entwickelte. Zurzeit wird Kriol von rund 4000 Menschen gesprochen. Trotz der Ähnlichkeit der Sprache mit dem englischen Vokabular hat es eine eigene Syntax und Grammatik und ist damit eine eigene Sprache.

## Geschichte
Europäer versuchten das Northern Territory über einen Zeitraum von 40 Jahren zu besiedeln und waren schließlich 1870 erfolgreich, woraufhin ein Zustrom von englisch und chinesisch sprechenden Siedlern folgte. Um zwischen diesen beiden Gruppen sowie mit den örtlichen Aborigines zu kommunizieren, entwickelten sich Pidgin-Sprachen im Northern Territory. Ab 1900 war das Northern Territory Pidgin English (NTPE) weit verbreitet und wurde gut verstanden. (Pidgin-Englisch heißt, dass niemand es als Muttersprache spricht, aber um als Sprache anerkannt zu sein, muss eine Pidgin-Sprache Wurzeln in einer Muttersprache haben.)
Damit sich NTPE zu einer Kreolsprache weiterentwickeln konnte und um eine vollständig unabhängige Sprache über Pidgin hinaus zu werden, musste sich eine neue Gemeinschaft bilden, in der die Sprache die Hauptsprache aller Sprecher wurde. Dies geschah erstmals in Roper River Mission (Ngukurr), wo Rinder-Höfe und eine Stadt entstanden.
In dieser Zeit waren die Beziehungen zwischen Europäern und Aborigines angespannt: Ein „Krieg der Auslöschung“ wurde von den Siedlern erklärt und die Aborigines verteidigten heftig ihr Land. Die Kontrolle über das Land wurde schließlich von den Siedlern übernommen, als eine Rinderzuchtfirma einen Großteil des Landes erwarb. Umsiedlungen und die Wegnahme des Lebensraums löschte die indigene Bevölkerung nahezu aus, aber ermöglichte auch einen großen Einfluss auf die Entwicklung des Kreols: drastische soziale Veränderungen, begleitet von großen Schwierigkeiten zu kommunizieren.
Die zweite Voraussetzung für die Entwicklung von Kreol war eine neue Gemeinschaft, die sich aus der anglikanischen Mission für Flüchtlinge am Roper River 1908 entwickelte. Sie brachte etwa 200 Menschen von 8 verschiedenen ethnischen Gruppen der Aborigines zusammen, die unterschiedliche Muttersprachen hatten. Obwohl die Erwachsenen mehrsprachig waren, befanden sich die Kinder noch im Erwerb ihrer jeweiligen Muttersprachen. Darum nutzten sie die einzige gemeinsame Sprache, die alle Erwachsenen kannten: NTPE. Die Kinder, die mit dieser Sprache aufwuchsen, entwickelten später Pidgin zu einer vollen Sprache.
Trotz friedlicher Beziehungen zwischen den Missionaren und den Aborigines hatten die Missionen keinen Einfluss auf die Entwicklung des Kriols. Tatsächlich versuchten die Missionen Standard-Englisch als offizielle Sprache in den Missionen durchzusetzen. Kinder der Aborigines sprachen zwar englisch in der Schule und mit den Missionaren, trotzdem blühte Kriol auf.
Kriol wurde erst ab 1970 formal als Sprache anerkannt; zuvor wurde es als eine Bastardisierung des Englischen und nicht als eigenständige Sprache angesehen.

## Varianten des Kriols
Kriol wird viel in der Gegend um Katherine gesprochen, aber es gibt geringfügige Unterschiede zwischen den Varianten des Kriols in bestimmten Gegenden. Linguistisch sind diese Unterschiede minimal. Mari Rhydwen bezeichnet die Unterschiede als vergleichbar mit den Unterschieden zwischen amerikanischen Englisch und britischen Englisch. Diskutiert wird, ob die Varianten unterschiedlich bezeichnet werden sollen, um ihre unterschiedliche soziale Signifikanz herauszuheben, oder ob sie alle in einer Kategorie Kriol zusammengefasst werden sollen.
Roper River Ngukurr Kriol wird auch in Barunga gesprochen; in der Region von Daly River wird eine Variante gesprochen, die beiderseitige Kommunikation ermöglicht, allerdings bezeichnen sich die Sprecher vom Daly River nicht als Kriol-Sprecher. Als Kriol hätte sie eine bessere Chance, dass Kosten für zweisprachige Erziehungs-Programme übernommen würden.

## Kriol Baibul: Die erste komplette Übersetzung der Bibel
Am 5. Mai 2007 wurde die erste komplette Ausgabe der Bibel in Kriol offiziell in Katherine vorgestellt. Es ist ein signifikanter Meilenstein in der Konsolidierung von Kriol als Muttersprache, die 1978 begonnen wurde. Über 29 Jahre hat ein Team aus Kriol-Muttersprachlern unter der Leitung von Pastor Canon Gumbuli Wurrumara und Spezialisten der Gesellschaft für Australian Indigenous Languages an dieser Ausgabe gearbeitet, die auch die erste komplette Ausgabe der Bibel in einer indigenen australischen Sprache ist. Die Übersetzung war ein gemeinsames Projekt der Bible Society, Lutheran Bible Translators, The Church Missionary Society, The Anglican Church, Wycliffe Bible Translators und der Australian Society of Indigenous Languages.
Gebet in Kriol:
Dedi langa hebin, yu neim im brabli haibala, en melabat nomo wandim enibodi garra yusum yu neim nogudbalawei. Melabat wandim yu garra kaman en jidan bos langa melabat, en melabat wandim ola pipul iya langa ebri kantri garra irrim yu wed en teiknodis langa yu seimwei laik olabat dum deya langa hebin. Melabat askim yu blanga gibit melabat daga blanga dagat tudei. Melabat larramgo fri detlot pipul hu dumbat nogudbala ting langa melabat, en melabat askim yu blanga larramgo melabat fri du. Melabat askim yu nomo blanga larram enijing testimbat melabat brabli adbalawei, en yu nomo larram Seitin deigidawei melabat brom yu. Ol detlot ting na melabat askim yu, Dedi, dumaji yu bos, en ola pawa kaman brom yu, en yu na det brabli shainiwan lait, en melabat kaan lukbek langa enibodi. Oni langa yu na. Amin.

## Aktuelle Themen
Ein Problem, das viele Gemeinschaften in Nord-Australien haben, sind Kriol sprechende Kinder, die als Englischsprecher angesehen werden und deswegen keinen Unterricht in Englisch als Zweitsprache erhalten, obwohl ihr Englisch schlecht ist. Andererseits wird ihnen Kriol nicht als Muttersprache anerkannt, weswegen sie keinen Unterricht in Kriol erhalten.
Nur Barunga hat ein offizielles zweisprachiges Programm, das von der Whitlam-Regierung eingerichtet wurde, und Kriol als Medium und Objekt des Unterrichts macht. Die Finanzierung weiterer Projekte ist limitiert. Obwohl Kriol weitverbreitet ist unter Sprechern, gibt es nur wenige Schriften und Übersetzungen, von der Bibel abgesehen. Damit ist die Alphabetisierung in Kriol recht niedrig. Da auch die Beherrschung der englischen Schriftsprache niedrig ist, verlassen sich die Menschen vom Stamm der Aborigines der Ngukurr auf Schriften der Barangu über traditionelle Geschichten, was die Identität der zwei Gruppen verwischen lässt. Allerdings ist die Kultur der Aborigines traditionell nicht in einer Schriftsprache verwurzelt und der Mangel an geschriebenen Versionen ist eine Funktion der mündlichen Tradition der Erzählung von Geschichten der Aborigines.